# ロミオズ・ドーター
ロミオズ・ドーター（Romeo's Daughter）は、イギリスのロック・バンドである。

## メンバー
- リー・マティ (Leigh Matty) - リード・ボーカル
- クレイグ・ジョイナー (Craig Joiner) - ギター
- スティーブン・ドレナン (Stephen Drennan) - ベース
- アンディ・ウェルズ (Andy Wells) - ドラム

### 旧メンバー
- ポール・キング (Paul King) - ドラム
- アンソニー・ミットマン (Anthony "Tony, Slim" Mitman) - キーボード
- ジェフ・ノウラー (Jeff Knowler) - キーボード
- エド・プール (Ed Poole) - ベース

## ディスコグラフィ

### スタジオ・アルバム
- 『ロミオズ・ドーター〜夢の落し子』 - Romeo's Daughter (1988年)
- 『デレクタブル』 - Delectable (1993年)
- Rapture (2012年)
- Spin (2015年)

### ライブ・アルバム
- Live EP (2011年)
- Alive (2014年)

### 参加サウンドトラック
- 『エルム街の悪夢5 ザ・ドリームチャイルド オリジナル・サウンドトラック』 - A Nightmare on Elm Street 5: The Dream Child soundtrack (1989年)

### シングル
- 「ドント・ブレイク・マイ・ハート」 - "Don't Break My Heart" (1988年)
- "I Cry Myself to Sleep at Night" (1988年)
- "Heaven in the Back Seat" (1989年)
- "Attracted to the Animal" (1993年)
- "Bittersweet" (2012年)
- "Alive" (2013年)

## 関連事項
- ジョン・パー - プロデュース
- マット・ラング（Robert John "Mutt" Lange） - プロデュース
- "Wild Child" - ハートがカバー